# 通貨学派
通貨学派（つうかがくは、currency school）とは、イギリスで1840年代から1850年代に活動した経済学の一派。通貨主義者。銀行券の過剰な発行がインフレーションを引き起こすとして、発券銀行が金準備を超えて銀行券を発行することを規制するべきであると主張した。
その主張は保守党のロバート・ピール内閣が1844年に成立させた「ピール銀行条例」に色濃く反映されている。学派の指導的人物は、銀行家でもあり政治家でもあった初代オーバーストーン男爵サミュエル・ジョーンズ＝ロイドだった。ヘンリー・メーレン（1882年 – 1978年）はオーバーストーン卿（S.J.ロイド）の役割について分析と批評を加えている。
通貨学派に対峙したグループが銀行学派である。彼らは通貨（銀行券）の創造は融資を希望する者が土地や短期債券などを担保に銀行から融資を受けることによってのみ生じるのであるから（真正手形主義）、不必要な借入金の保有は金利が発生するので回避するため、市場が必要としている分量以上には通貨が増えることはない、また流通中の通貨（銀行券）は預金者によって金利を目的に銀行に還流し流通貨幣量を抑える効果があり、通貨発行高の問題は自然と解決されるため通貨学派が主張するようなインフレは発生しないと主張した。
ピール銀行条例の成立により勝利の軍配は通貨学派に上がったが、同条例は恐慌発生などによりその後3度にわたって停止されるなどしたため、イギリスにおける通貨学派の主張は歴史的に裏付けられることはなかった。
一方で数多の民間銀行・国立銀行がそれぞれ独自の判断で銀行券を発券している国際金融市場では、それぞれが担保としている短期債券の不良債権評価が完全にブラックボックスと化しており、数次に渡る金融恐慌、とりわけ1929年に始まる世界恐慌の遠因ともなった。銀行学派の主張する「神の手」による通貨量の調節もまた重大な欠陥を抱えていることが歴史的に明らかとなり、中央銀行による通貨コントロール、あるいは金融当局による民間銀行に対する査察を含む情報公開制度の整備など、この問題が本格的に議論されることになったのは国際決済銀行の設立以降であり、とりわけ不良債権に関するディスクロージャー（情報公開）の重要性は段階的に承認されつつあるが、第二次世界大戦後も数次に渡る金融恐慌や通貨危機の原因となっている。